# 164589 La Sagra
164589 La Sagra è un asteroide della fascia principale. Scoperto nel 2007, presenta un'orbita caratterizzata da un semiasse maggiore pari a 2,4437836 UA e da un'eccentricità di 0,2199593, inclinata di 1,33897° rispetto all'eclittica.
L'asteroide è dedicato alla Sierra de la Sagra, la vetta su cui sorge l'omonimo osservatorio che opera sotto il coordinamento dell'Osservatorio astronomico di Maiorca..